# New Market (Alabama)
New Market est un census-designated place situé dans l’État américain de l'Alabama, dans le comté de Madison.

## Démographie
| 1880 | 1990  | 2000  | 2010  | - | - |
| ---- | ----- | ----- | ----- | - | - |
| 144  | 1 094 | 1 864 | 1 597 | - | - |